# Jirō Asada
Jirō Asada (jap. 浅田 次郎 Asada Jirō), właśc. Kōjirō Iwato (jap. 岩戸 康次郎 Iwato Kōjirō; ur. 13 grudnia 1951 w Tokio) – japoński pisarz.

## Życiorys
Po ukończeniu wyższej szkoły średniej Chuo University Suginami High School w tokijskiej dzielnicy Suginami, Jirō Asada służył przez dwa lata w oddziałach lądowych Japońskich Sił Samoobrony. Potem przez dłuższy czas prowadził butik. Zaczął publikować dopiero w wieku 39 lat.

## Twórczość
- Kimpika (Świecidełka, 1992),
- Purizun hoteru (Hotel-więzienie, 1993),
- Chikatetsu ni notte (Jadąc metrem, 1994) – Nagroda Eiji Yoshikawy,
- Sōkyū no Subaru (Plejady na jasnym niebie, 1996) – powieść historyczna opisująca schyłek panowania w Chinach dynastii Qing,
- Poppoya (Kolejarz, 1997) – zbiór opowiadań wyróżniony Nagrodą Naokiego,
- Tsuki no shizuku (Krople księżyca, 1997) – zbiór opowiadań,
- Mishiranu tsuma e (Do żony, której nie znam, 1998).

## Adaptacje filmowe
Jego twórczość była wielokrotnie filmowana.
- Poppoya (1999) – film produkcji japońskiej w reżyserii Yasuo Furuhata.
- Failan (2001) – film produkcji południowokoreańskiej w reżyserii Hae-sung Song.
- Ostatni miecz (2002) – film produkcji japońskiej w reżyserii Yōjirō Takity.

## Opowiadania drukowane w polskich czasopismach i antologiach
- Kolejarz (Poppoya, 1997) – opublikowane w "Literatura na Świecie" nr 1-2-3/2002 (366-368) ISSN 0324-8305